# Robert Hoke
Robert Frederick Hoke (Lincolnton (North Carolina), 27 mei 1837 – Raleigh (North Carolina), 3 juli 1912) was een generaal die vocht in de Amerikaanse Burgeroorlog.

## Beginjaren
Zijn vader Michael Hoke was advocaat, nam in 1844 voor de democraten deel aan de verkiezingen voor gouverneur van North Carolina, maar raakte niet verkozen en overleed kort daarna. Robert Hoke studeerde aan Lincolnton Academy en studeerde in 1854 af aan het Kentucky Military Institute  Hij keerde terug naar Lincolnton en beheerde er een katoenfabriek en een smederij voor zijn moeder Frances.

## Amerikaanse Burgeroorlog
Toen North Carolina zich afscheidde van de Unie, nam Hoke als tweede luitenant dienst bij Compagnie K van het 1e infanterieregiment van North Carolina. Hij werd na enkele maanden bevorderd tot kapitein en onderscheidde zich in de Slag bij Big Bethel. In september werd hij bevorderd tot majoor.
Na een reorganisatie werd Hoke bevorderd tot luitenant-kolonel van het 33e regiment van North Carolina. Hij onderscheidde zich in de Slag bij New Bern in maart 1862 en nam daar het bevel toen zijn kolonel C. M. Avery gevangengenomen was. Hij leidde het 33e in de Schiereilandveldtocht als deel van de brigade van Lawrence O. Branch. Hoke werd bevorderd tot kolonel voor de Veldtocht in noordelijk Virginia en hij vocht in de Tweede Slag bij Bull Run. Hij nam deel aan de Marylandveldtocht en vocht in de Slag bij Antietam.
Toen kolonel Avery vrijgelaten was uit krijgsgevangenschap kreeg Hoke het bevel over het 21e regiment van North Carolina in de brigade van Isaac Trimble' in de divisie van Jubal Early. Hij vocht ermee in de Slag bij Fredericksburg en sloeg een aanval door George G. Meade terug. 
Hoke werd op 17 januari 1863 bevorderd tot brigadegeneraal en stond aan het hoofd van vijf regimenten uit North Carolina. Hij raakte zwaargewond in de Slag bij Chancellorsville en werd naar huis gestuurd om te herstellen.
In januari 1864 was Hoke hersteld en nam hij opnieuw het bevel over zijn brigade te Petersburg (Virginia). Hij viel New Bern (North Carolina) en Plymouth (North Carolina) aan. In de Slag bij Plymouth op 17 april 1864 nam Hoke een garnizoen van 2834 noordelijken krijgsgevangen.
Hoke werd op 23 april 1864 bevorderd tot generaal-majoor en kreeg het bevel over een divisie van zes brigades infanterie. Hij stopte in de Slag bij Cold Harbor de noordelijke aanval.
In december werd Hoke naar North Carolina gestuurd en van 13 tot 15 januari 1865 verdedigde hij Fort Fisher. Hij vocht in de Carolina's-veldtocht en de Slag bij Bentonville, waar hij aanvallen door William T. Sherman afsloeg, tot hij zich voor de overmacht moest terugtrekken. 
Hoke gaf zich samen met Joseph E. Johnston over bij Bennett Place bij Durham (North Carolina). Hij werd op 1 mei 1865 op erewoord vrijgelaten. Op 14 juni 1865 kreeg hij gratie.

## Na de oorlog
Hoke trouwde op 7 januari 1869 met Lydia Van Wyck uit New York. Een van zijn schoonbroers, Robert Van Wyck, was burgemeester van New York en een andere, Augustus Van Wyck verloor de verkiezing tot gouverneur van New York tegen Theodore Roosevelt.
Hoke kreeg zes kinderen. Hun zoon Michael Hoke werd een bekend orthopedist in Atlanta (Georgia) en stichtte het Shriner's Children Hospital.
Hoke deed in verzekeringen en in een goudmijn. Hij werd eigenaar van ijzermijnen bij Chapel Hill (North Carolina) en Mitchell County (North Carolina). Hij werd directeur van de North Carolina Railroad. 
Hoke bezat een bedrijf van mineraalwater te Lithia Springs in Lincoln County (North Carolina).
Vanwege zijn succes in de oorlog en in het burgerleven, boden politici hem de post van gouverneur aan, maar hij weigerde uit afkeer van politiek.

## Militaire loopbaan
- Second Lieutenant (CSA): april 1861[3]
- First Lieutenant (CSA):
- Captain (CSA):
- Major (CSA): september 1861[4][3]
- Lieutenant Colonel (CSA): januari 1862[3]
- Colonel (CSA): augustus 1862[3]
- Brigadier General (CSA): 17 januari 1863[5]
- Major General (CSA): 23 april 1864 (gedateerd 20 april 1864)[6]